# Таскудук (Дарбазинський сільський округ)
Таскуду́к (каз. Тасқұдық) — село у складі Сариагаського району Туркестанської області Казахстану. Входить до складу Дарбазинського сільського округу.
Населення — 732 особи (2021; 656 у 2009, 656 у 1999, 559 у 1989).